# Адамичев театр
Адамичев театр (хорв. Teatro Comunale Adamić / Adamićevo Kazalište) — театр в хорватском городе Риека, построенный в 1805 году и снесённый в 1883 году ради строительства  палаццо Моделло.

## История
11 ноября 1795 года Андрей Людовит Адамич (Andrija Ljudevit Adamić) обратился в Магистрат города Риека с просьбой принять его в городской совет патрициев, которая была отклонена. Ровно через год, 11 ноября 1798 года, Малое и Большое Вече города, принимая во внимание то, что Адамич является успешным предпринимателем и представителем городской элиты, решили принять его в городские патриции. Однако для этого ему надо было прождать ровно четыре года.
28 декабря 1798 года Адамич представил проект Нового городского театра, разработанный архитектором Валентином Девранцешия (Valentina Defranceschija). 11 Ноября 1802 года Адамич становится патрицием Риеки, а год спустя, 10 ноября 1803 года, он заключает с Магистратом договор о строительстве театра. Тогда же согласно этому договору был создан и постоянный оркестр.
Театр, построенный на месте старого здания станции военной охраны, открылся 3 октября 1805 года. Примерно в это же время были построены Большой театр в Вене и Новый театр в Триесте. В здании были магазины и кафе, 4 октября 1806 года здесь открылось казино. На образовавшуюся площадь перед новым зданием выходили Театральная улица (Contrada del Teatro), названая в честь театра — ныне это улица Радэ Кончара (Ulica Rade Končara), и улица Корзо.
В то же время в Риеке закрыли существовавший с 1764 года Театр Боно-Герлици («Герлициев тетр»; Kazalište Bono – Gerliczi или Gerliczyjevo kazalište), как более не способный удовлетворять потребности растущего города.
Адамичев театр стал центром общественной жизни Риеки. Один из крупнейших в Европе, своим размером он почти не уступал столичным театрам. Зрительный зал в форме подковы имел четыре ряда лож и вмещал 1600 зрителей. 
Хорватский священник и литератор Адольф Вебер Ткалчевич (Adolf Veber Tkalčević) в марте 1848 года опубликовал в газете Danicihrvatskoj статью под названием Niešto o Plakat predstave Adamićevog kazalištakazalištu, в которой так отзывался о театре:

Риека гордится этим великолепным зданием, считающимся прекрасным театром. Он расположен на площади близ моря, откуда во все направления ведут восемь улиц. …Он сделан великолепно, замечательно, со вкусом и величественно. Путешественники говорят, что театра, ему равного, нет и в Триесте. Это снаружи. А когда заходишь внутрь, то чувство огромной радости охватывает тебя. Неизвестное творение становится понятным, если приноровлено к познанию. Внутреннее пространство театра в Риеке почти в два раза больше, чем театра в Загребе…

В 1870 году в Адамичевом театре установили аппарат для электрического освещения.
Здание театра было снесено в 1883 году ради строительства палаццо Моделло.